# Parafia Narodzenia Najświętszej Maryi Panny w Miękini
Parafia Narodzenia Najświętszej Maryi Panny w Miękini – rzymskokatolicka parafia znajdująca się w dekanacie miękińskim w archidiecezji wrocławskiej. Jej proboszczem od 2014 roku jest ks. prałat dr Waldemar Kocenda. Obsługiwana przez kapłana archidiecezjalnego. Erygowana w 1946 roku.

## Wspólnoty i Ruchy
Żywy Różaniec, Koło Przyjaciół Radia Maryja, Ruch Światło-Życie, Lektorzy, Ministranci, Akcja Katolicka, Rada Parafialna, Parafilany Zespół Caritas.